# Olga Sieriabkina
Olga Jurjewna Sieriabkina (ros. Ольга Юрьевна Серябкина, ur. 12 kwietnia 1985 w Moskwie) –  rosyjska piosenkarka zespołu Serebro.
Kiedy miała 7 lat rodzice posłali ją do szkoły baletu. W wieku 14 lat rozpoczęła naukę tańca nowoczesnego. Trzy lata później uzyskała stopień magistra sportu. Brała udział w wielu międzynarodowych konkursach, ale zdecydowała się porzucić karierę taneczną dla muzyki. Jest absolwentką Wyższej Szkoły Sztuki w Moskwie na wydziale śpiewu oraz Instytutu ИМПЭ, gdzie zdobyła wykształcenie wyższe w lingwistyce stosowanej i przedsiębiorczości. Mówi biegle po rosyjsku, angielsku i niemiecku.
W latach 2004-2006 była członkiem grupy wokalnej oraz tancerką w zespole Iraklij. Następnie za namową swojej przyjaciółki, Jeleny Tiemnikowej, dołączyła do girlsbandu Serebro. Tercet wziął udział w 52. Konkursie Piosenki Eurowizji w Helsinkach, gdzie zajął 3. miejsce. Dzięki temu Serebro stało się bardzo popularne w Rosji, a w Europie dopiero cztery lata później, kiedy zespół wydał album "Mama Lover", na którym znajdował się singel "Mama Luba", promujący płytę. Od 2007 roku skład tercetu zmienił się kilkukrotnie, natomiast Olga, mimo licznych plotek, nie odeszła z zespołu.
W 2014 roku Sieriabkina zdecydowała się na samodzielny projekt i jako piosenkarka pod pseudonimem Molly (początkowo jako Holy Molly), gościnnie wystąpiła w utworze Dj M.E.G. "Kill Me All Night Long". Dodatkowo nagrała kilka własnych piosenek, m.in. "Holy Molly", "Zoom", "For Mama", "Ya Prosto Lyublyu Tebya", "Style".
Pod koniec 2018 roku za pośrednictwem mediów społecznościowych poinformowała, iż w połowie lutego 2019 roku opuszcza tercet, aby skupić się na solowej karierze (z czasem pozostałe członkinie zespołu zdecydowały się na ten sam krok). Z tego powodu ogłoszono casting na nowy skład. Ostatni koncert z udziałem Sieriabkiny miał miejsce 26 stycznia 2019 roku.
W 2015 roku postanowiła spróbować sił w aktorstwie oraz w dubbingu. Użyczyła głosu Sawie w filmie "Sawa. Mały wielki bohater" i zagrała Alinę w komedii muzycznej "Samyy luchshiy den!".